# Димо Станков
Димо Вангелов Станков е български офицер от Държавна сигурност (полковник).
Роден през 1924 година, той се включва от ранна възраст в незаконната дейност на Българската комунистическа партия, а след Деветосептемврийския преврат от 1944 година завършва военно училище и постъпва в Държавна сигурност. От 1953 година работи в разузнаването, достигайки до поста заместник-началник на разузнавателното управление (1972 – 1974, 1987 – 1989), като дълго време ръководи отдела за активни мероприятия.

## Биография

### Ранни години
Димо Станков е роден на 3 декември 1924 година в Изворово, Свиленградско. Учи в гимназията в Харманли, където през 1941 година се включва в незаконния комунистически Работнически младежки съюз. През 1943 година организацията е разкрита и той е осъден на 5 години затвор. Освободен след Деветосептемврийския преврат от 1944 година, той се включва в последвалите го масови насилия в Изворово и Харманли. Служи в армията през Българо-германската война, а след нейния край учи в Народното военно училище „Васил Левски“. През 1946 година става член на Българската комунистическа партия.
След като завършва военното училище през 1947 година, става взводен командир, а от 1948 година работи за военното контраразузнаване в артилерийския полк в Стара Загора. След прехвърлянето на военното контраразузнаване към Държавна сигурност през 1950 година е началник на група в Казанлък и инспектор (1951 – 1952) и началник на отделение (1951 – 1953) в централното му управление. През август 1950 година завършва курс в Специалната школа „Георги Димитров“.

### Работа в чужбина
От март 1953 година Станков е на работа в Първо управление (външно разузнаване) като началник на отделение в 03 отдел (Западни страни). През ноември същата година е изпратен в Лондон под прикритието на втори секретар в посолството и остава там до ноември 1960 година. Той бързо научава английски език, като скоро го владее по-добре от всички други служители на разузнаването във Великобритания, което му позволява да развие активна дейност и да вербува няколко ценни агенти. През август 1954 година е повишен в майор, а през 1958 година в подполковник. Върнат е в България през ноември 1960 година, след като дейността му е разкрита от британското контраразузнаване при дезертирането на Трайчо Белопопски.

### Издигане в разузнаването
След връщането на Димо Станков в София той за кратко работи в подразделението, отговорно за разузнаването в Съединените щати, но скоро е прехвърлен във външното министерство, изглежда за да се поддържа прикритието му на дипломат. През септември 1962 година е изпратен на едногодишен курс в специална школа в Москва, а след връщането му от 27 септември 1963 година е заместник-началник на 06 отдел (информация и анализ) в разузнаването. На 8 април 1964 година е повишен в полковник.
На 17 май 1966 година Станков става началник на 06-Б отдел, чиито функции не са изяснени. При реорганизация на разузнаването на 29 януари 1969 година оглавява новообособения 08 отдел за активни и остри мероприятия. Работата му на този пост е добре оценена и на 31 юли 1972 година е повишен в заместник-началник на Първо главно управление.
През октомври 1974 година Димо Станков отново е изпратен в чужбина – като резидент за Франция под прикритието на съветник в българското посолство в Париж. На този пост той е пряк ръководител на служителя на разузнаването и известен журналист Владимир Костов, чието дезертиране в края на юни 1977 година е сред най-големите провали на българското разузнаване. Макар да е определян като един от основните виновници за този провал и по-късно да е понижен в ранг от заместник-началник на управление в началник на отдел, той остава в Париж до октомври 1978 година, участвайки в усилията да се минимизират пропагандните последици.

### След Париж
След връщането му от Париж Димо Станков отново оглавява 08 отдел за активни мероприятия (по това време острите мероприятия са обособени в собствен отдел). През 1982 година наказанията му за провала с Костов са отменени и той получава известни финансови привилегии. Режимът отчита значителните му успехи като началник на 08 отдел, най-вече организирането на множество операции за дезинформация, включително във връзка с т.нар. „Възродителен процес“. На 11 ноември 1987 година отново е назначен за заместник-началник на управлението, запазвайки и ръководството на отдела.
Димо Станков е освободен от Държавна сигурност със заповед за масово пенсиониране на служители, влязла в сила на 1 април 1990 година. През 2001 година издава мемоарната книга „След дълго мълчание : 42 г. в българското разузнаване“, в която се фокусира върху работата си в чужбина, но не и след връщането си в България.

## Награди
- Медал „За боева заслуга“ (1953)[4]
- Медал „25 години МВР“ (1969)[9]
- Медал „За укрепване на бойната дружба“ II степен (Чехословакия, 1970)[9]
- Значка „50 години ВЧК-КГБ“ (СССР, 1971)[9]
- Медал „За укрепване на бойното сътрудничество“ (СССР, 1984)[16]
- Медал „40 години социалистическа България“ (1984)[16]
- Орден „9 септември 1944“ I степен с мечове (1986, „за постигнати високи резултати по Възродителния процес“)[16]